# 章旦乡
章旦乡，是中华人民共和国浙江省丽水市青田县下辖的一个乡镇级行政单位。

## 行政区划
章旦乡下辖以下地区：
李黄村、歇马降村、双旦村、朱坑下村、新旦村、兰头村、章旦村和双垟村。